# Aleksander Rajchman (dziennikarz)
Aleksander Rajchman (ur. 18 lutego 1855 w Warszawie, zm. 18 grudnia 1915 tamże), pseudonim Mefisto – polski dziennikarz, krytyk teatralny i muzyczny, dyrektor opery. Mąż Melanii Rajchmanowej, ojciec Heleny Radlińskiej, Ludwika Rajchmana i matematyka Aleksandra Rajchmana.

## Życiorys
Pochodził z rodziny kupieckiej pochodzenia żydowskiego. Współpracował z prasą warszawską, m.in. Kurierem Warszawskim od 1875. W latach 1883–1907 był redaktorem i wydawcą pisma Echo Muzyczne, Teatralne i Artystyczne (początkowo Echo Muzyczne i Teatralne). W latach 1891–1896 prowadził Klasę Dykcji i Deklamacji przy Warszawskim Towarzystwie Muzycznym, w którego władzach zasiadał. Był także księgarzem, wydawcą (głównie literatury muzycznej i nut), pisał pod pseudonimem opowiadania i nowele. Był właścicielem biura ogłoszeń „Rajchman i Frendler”. Prowadził w Warszawie salon artystyczny. Należał do inicjatorów powstania Filharmonii Warszawskiej i w 1901 został jej pierwszym dyrektorem. Piastował tę funkcję do 1908. W 1907 objął także kierownictwo opery warszawskiej na sezon 1907/08 i ponownie od grudnia 1914 do 1915. Podczas pracy na tym stanowisku był oskarżany o zaniedbywanie polskiego repertuaru. W 1906 brał udział w tworzeniu Teatru Małego w Warszawie. Od 1909 mieszkał w Paryżu, gdzie organizował pokazy lotnicze. Jest pochowany na cmentarzu Powązkowskim w Warszawie (kwatera 49-6-25).